# Iwan Wahylewytsch

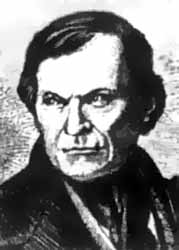
Iwan Wahylewytsch

Iwan Mykolajowytsch Wahylewytsch (historische Schreibweise auf Deutsch: Johann Wagilewicz, ukrainisch Іван Миколайович Вагилевич, wiss. Transliteration Ivan Mykolajovyč Vahylevyč, polnisch Iwan Wahyłewycz, russisch Иван Николаевич Вагилевич; * 2. September 1811 in Jassen, Kaisertum Österreich; † 10. Mai 1866 in Lemberg, Ebenda) war ein westukrainischer Folklorist, Poet, Schriftsteller, Historiker der galizisch-russischen (ruthenischen) Literatur, Philologe und griechisch-katholischer (unierter) Geistlicher. 
Seine Hauptwerke verfasste er auf Polnisch, darunter zählen Die Lieder der Bevölkerung Galiziens („Piesni ludu galicyjskiego“, 1833), die Sprachlehre der kleinrussischen Sprache („Grammatiyka języka maloruskiego“, 1845), das Russische Tagebuch („Dnewnik ruski“, 1848) und die Bemerkungen zur russischen Literatur („Zametki o russkoj literature“, 1848).
Wahylewytsch bildete zusammen mit Markijan Schaschkewytsch und Jakiw Holowazkyj die galizische literarische Gruppe „Russkaja trojza“ (d. h. „Russische (oder ruthenische) Dreieinigkeit“) die seit Ende der 1820er Jahre in der heutigen Westukraine mit einer nationalen und kulturellen Wiederbelebung begann. Von der Gruppe stammt der galizisch-russische Almanach in ukrainischer Volkssprache, „Russalka Dnistrowaja“ (deutsch: Ruthenische Volkslieder), in dem die galizische „Bauernsprache“ in die gesamtukrainische Literatursprache eingeführt wurde.